# Бородино (Ростовская область)
Бородино — хутор в Усть-Донецком районе Ростовской области.
Входит в состав Нижнекундрюченского сельского поселения.

## География

### Улицы
- ул. Балочная,
- ул. Дальняя,
- ул. Кирпичная,
- ул. Колхозная,
- ул. Октябрьская,
- ул. Шоссейная.

## Население
| 2010 |
| ---- |
| 118  |